# Bord
În domeniul naval, cuvântul bord are două sensuri:
1. Bordul navei. Peretele lateral exterior, stânga sau dreapta, al corpului navei. Cuprinde atât elementele de osatură (coaste și stringheri) cât și învelișul exterior din table, numit bordaj. 
2. Bord (parte laterală). Referitor la navă reprezintă cele două jumătăți simetrice față de planul diametral; privind spre prova, la dreapta este situat bordul tribord, iar la stânga bordul babord.